# El rey del Valle
El rey del Valle es una serie web escrita por Juan Camilo Ferrand que se estrenó el 23 de agosto de 2018 a través de la plataforma streaming de Claro Video. Producida y distribuida por Claro Video en colaboración con Sony Pictures Television. Está protagonizada por Osvaldo Benavides, Daniel Tovar, Biassini Segura y Paulina Gaitán. La serie sigue la vida de Luis Miguel del Valle, un hombre con bastante dinero  que siempre está a la moda con respecto a todo, pero con un gran fanatismo hacia las series sobre «narcos» y que buscará la manera de involucrarse en dicho negocio a como dé lugar.

## Reparto
- Osvaldo Benavides como Luis Miguel del Valle
- Daniel Tovar como José Édgar "Joed" Contreras
- Biassini Segura como Wilmer Camacho
- Paulina Gaitán como Margarita Guzmán
- Eduardo Victoria como Alejandro del Valle
- Laura Perico como Anabel del Valle
- Matías Moreno como Vitorín del Valle
- Héctor Holten como Emiliano Guzmán
- Lauren Emilia Ceballos como Xochitl
- Estefanía Piñeres como Verónica
- Samadhi Zendejas como Chayo